# Stružná

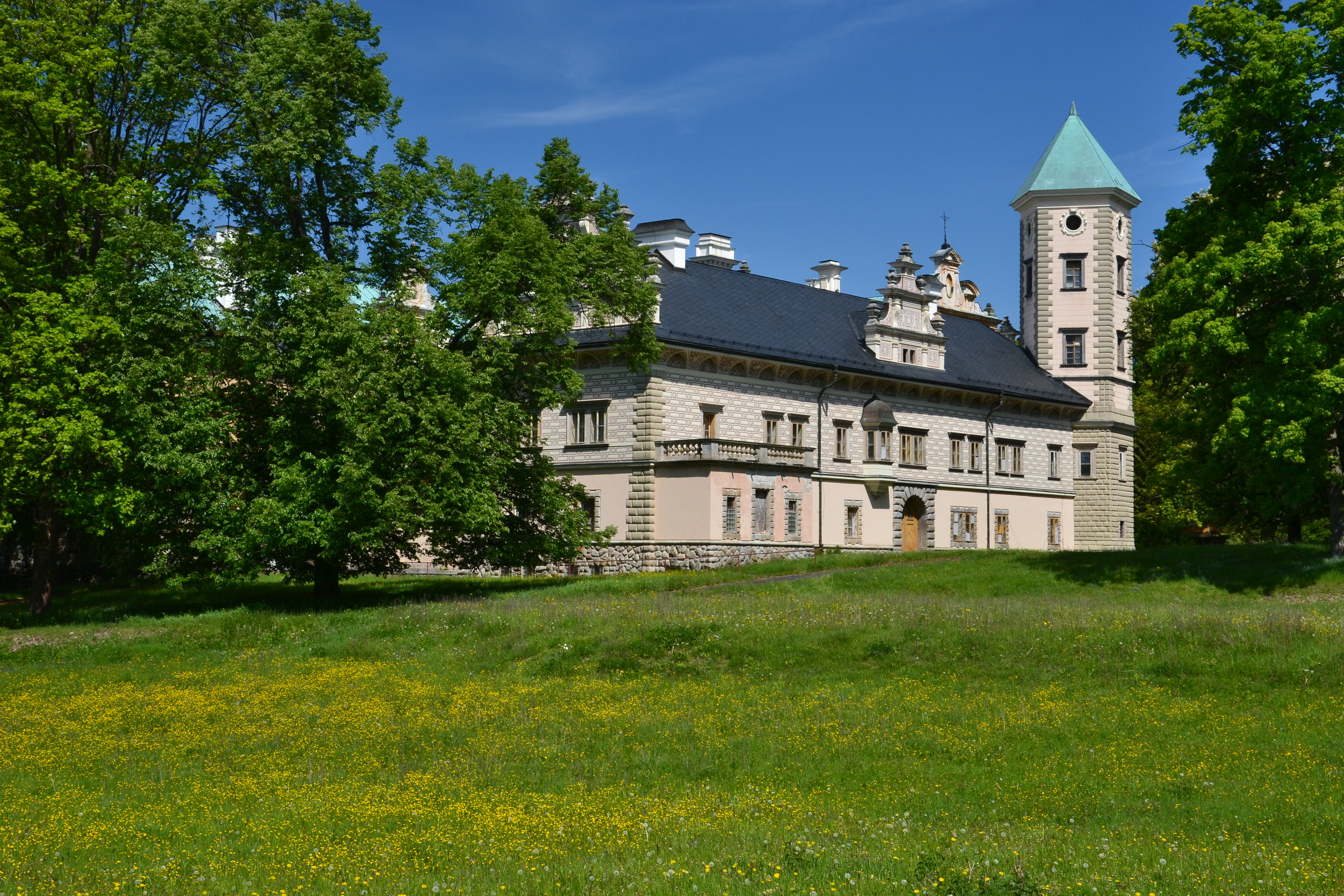
Schloss Gießhübel (Kysibl)

Stružná, bis 1949 Kysibl (deutsch Gießhübel) ist eine Gemeinde in Tschechien. Sie liegt zehn Kilometer südöstlich von Karlovy Vary und gehört zum Okres Karlovy Vary.

## Geographie
Stružná befindet sich im Westen des Duppauer Gebirges am Rande des Truppenübungsplatzes Hradiště. Nordöstlich erhebt sich der Plešivec (Plesselberg, 841 m), südlich der Rumisko (776 m).
Nachbarorte sind Činov im Norden, Bražec und die ehemalige Kommandantur des Truppenübungsplatzes Hradiště im Südosten, Horní Tašovice und Dlouhá Lomnice im Süden, Podlesí, Peklo und Nová Víska im Südwesten, Žalmanov im Westen sowie Andělská Hora im Nordwesten.
Das östlich im Tal des Lomnický potok gelegene Dorf Dlouhá (Langgrün) mit seinem Ortsteil Kostelní Hůrka (Am Berg) wurde nach der Errichtung des Militärgebietes zerstört. Auch von Činov sind nur noch einzelne Gebäude am Ortsrand erhalten, der auf dem Truppenübungsplatz gelegene Ortskern besteht nicht mehr.

## Geschichte
Die erste urkundliche Erwähnung von Gießhübel erfolgte im Jahre 1378. Das Dorf gehörte zu dieser Zeit zur Herrschaft Engelsburg. Besitzer waren die Herren von Riesenberg. Um 1435 erwarb Matthias von Schlick die Herrschaft. Unter den Herren von Plauen erfolgte eine Vereinigung der Herrschaften Engelsburg und Buchau, die bis zum Aussterben der Linie Plauen-Gera im Jahre 1572 fortbestand. 1573 erwarb Christoph von Schlick Engelsburg. Ihm folgte zwei Jahre später dessen Schwiegersohn Kaspar Colonna von Fels. Sein Sohn Leonhard Colonna von Fels erwarb zu Beginn des 17. Jahrhunderts auch die Herrschaft Buchau. Dadurch verlor die Burg Engelhaus ihre Bedeutung als Herrschaftssitz und verfiel. Fortan war nur noch von den Herrschaften Buchau und Gießhübel die Rede.
Leonhard Colonna fiel 1620 in der Schlacht bei Langenlois. Nach der entscheidenden Schlacht am Weißen Berg wurden seine Güter 1621 konfisziert und Gießhübel zusammen mit Engelsburg, Buchau, Schönau an Hermann Czernin von Chudenitz verkauft. 1731 verkaufte Franz Joseph Czernin von Chudenitz Gießhübel an Adam von Hartig. Die Güter seines Sohnes Ludwig Johann Nepomuk Maria Graf von Hartig wurde 1794 wegen Überschuldung zwangsversteigert. Neuer Herr von Gießhübel wurde Johann Joseph Stiebar von Buttenheim, den 1810 das gleiche Schicksal wie seinen Vorgänger ereilte. Johann Anton Hladik, der die Herrschaft ersteigert hatte, trat sie 1829 an Wilhelm von Neuberg ab. Gepfarrt war das Dorf nach Sollmus.
Nach der Aufhebung der Patrimonialherrschaften bildete Gießhübel/Kysibl ab 1850 eine politische Gemeinde im Bezirk Luditz.
1930 hatte die Gemeinde 552 Einwohner. Infolge des Münchner Abkommens wurde Gießhübel 1938 dem Deutschen Reich angeschlossen. 1939 lebten in Gießhübel 533 Menschen. Von 1938 bis 1945 war die Gemeinde Teil des deutschen Landkreises Luditz und kam nach dem Ende des Zweiten Weltkrieges zur Tschechoslowakei zurück. Ab 1945 erfolgte die Vertreibung der deutschen und die Ansiedlung von tschechischer Bevölkerung. 1949 erfolgte die Umbenennung in Stružná. Von 1946 bis 1960 gehörte Kysibl bzw. Stružná zum Okres Karlovy Vary-okolí und seit 1961 zum Okres Karlovy Vary. Žalmanov mit seinem Ortsteil Peklo wurde 1948 eingegliedert. 1961 erfolgte die Eingemeindung von Tašovice (heute Horní Tašovice) mit Nová Víska.

## Gemeindegliederung
Die Gemeinde Stružná besteht aus den Ortsteilen Horní Tašovice (Taschwitz), Nová Víska (Neudörfl), Peklo (Höllmühl), Stružná (Gießhübel) und Žalmanov (Sollmus). Grundsiedlungseinheiten sind Horní Tašovice, Nová Víska, Stružná und Žalmanov. Zu Stružná gehört außerdem die Ansiedlung  Podlesí (Federhäuseln).
Das Gemeindegebiet gliedert sich in die Katastralbezirke Horní Tašovice, Stružná und Žalmanov.

## Sehenswürdigkeiten
- Schloss Stružná (vormals Gießhübel oder Kysibl)
- Statue des hl. Johannes von Nepomuk
- Kapelle
- Kirche Mariä Himmelfahrt in Žalmanov

## Persönlichkeiten
- Adam Ludwig von Hartig (1710–1736), böhmischer Graf
- Karl Weinhofer (* 1942), deutscher Politiker (SPD)